# Râul Emba
Râul Emba din vestul Kazakhstan-ului izvorăște din Dealurile Mugodzhar și se varsă la aproximativ 640 km sud-vest în Marea Caspică. Cursul râului trece prin nordul platoului Ust-Urt și ajunge la Marea Caspică parcurgând o serie de lagune puțin adânci, care erau navigabile în secolul al XVIII-lea. Cursul inferior traversează o regiune de domuri de sare și câmpuri bogate în petrol. Râul Emba este considerat de unii experți ca fiind granița dintre Asia și Europa, primul care a propus acest lucru fiind Philip Johan von Strahlenberg.